# Місячне сяйво (фільм)
«Місячне сяйво» (англ. Moonlight) — американський драматичний фільм, знятий Баррі Дженкінсом за п'єсою «У місячному світлі чорних хлопців не видно» Терелла Мак-Крені. Світова прем'єра стрічки відбулась 2 вересня 2016 року на Теллурайдському кінофестивалі.
Український переклад зробила студія Цікава ідея на замовлення Гуртом..

## Сюжет
Фільм у трьох частинах розповідає про три стадії дорослішання темношкірого хлопця, на ім'я Шарон. У дитинстві він мешкав у кримінальному районі Маямі разом зі своєю наркозалежною мамою Паулою. Маленького Шарона постійно кривдили у школі, а мати зовсім не турбувалася про нього. У підліткові роки хлопчик зустрічає нового друга Кевіна, який по-справжньому його розуміє. Між хлопцями зароджується не просто дружба. Та і життя Шарона з часом стає тісно пов'язаним з наркотиками. Він зобов'язаний сам зрозуміти, яким має бути.

## У ролях
- Треванте Роудс — Шарон / «Блек»
  - Ештон Сандерс — Шарон (підліток)
  - Алекс Гібберт — Шарон (дитина)
- Андре Голланд — Кевін
  - Джаррел Джером — Кевін (підліток)
  - Джейден Пайнер — Кевін (дитина)
- Жанель Моне — Тереза
- Наомі Гарріс — Паула
- Магершала Алі — Гуан
- Патрік Десіл — Террел

## Виробництво
Зйомки фільму почались 14 жовтня 2015 року в Маямі, штат Флорида.